# Gideon Jan Verdam

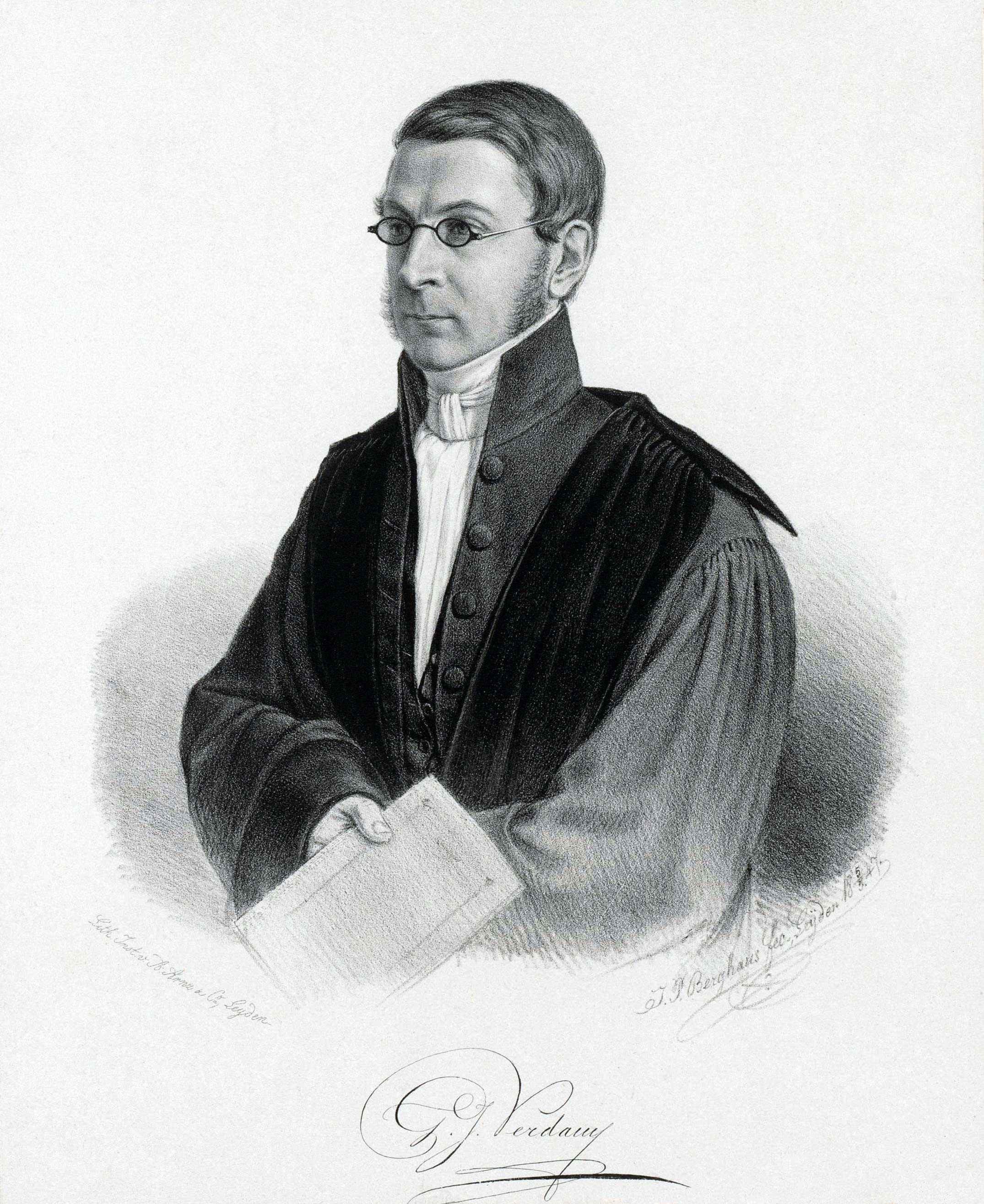
Gideon Jan Verdam

Gideon Jan Verdam (* 2. Dezember 1802 in Mijdrecht; † 29. Oktober 1866 in Leiden) war ein niederländischer Mathematiker und Physiker.

## Leben
Der Sohn eines Notars wollte anfänglich eine militärische Laufbahn verfolgen. Er besuchte daher die Kadettenschule in Delft. Dem Wunsch seines Vaters folgend studierte er seit 1819 Mathematik und Physik. Am 14. Januar 1822 immatrikulierte er sich an der Universität Leiden. Nachdem er in Gent, Leiden, Groningen und Utrecht fünf unterschiedliche Preisfragen beantwortet hatte, welche jeweils mit einer Goldmedaille ausgezeichnet wurden, promovierte er in Leiden am 1. Oktober 1825 mit der Abhandlung over bedijking, derzelver afmetingen, aanleg en voorziening zum Doktor der Philosophie. 1826 wurde er Lektor für Angewandte Mechanik an der Universität Groningen und ab 1828 wirkte er als Realschullehrer in Den Haag. Am 27. August 1839 wurde er per königlichen Beschluss zum außerordentlichen Professor der Mathematik und Physik an die Universität Leiden berufen.
Sein Lehrauftrag umfasste insbesondere die Geometrie, Trigonometrie, Stereometrie, Differentialrechnung und Integralrechnung. Dieses Amt trat er am 30. November 1839 mit der Rede over het groote aandeel dat aan de gezette nasporingen en schoone ontdekkingen der latere wiskundigen toekwam in de vorderingen en verbetering der Industrieantrat an. Am 5. April 1845 wurde er ordentlicher Professor in Leiden, wobei sein Lehrauftrag die Arithmetik, die Allgemeine Mathematik, Algebra und Mechanik behandelte. Zudem beteiligte er sich auch an den organisatorischen Aufgaben der Hochschule und war 1852/53 Rektor der Alma Mater. Diese Aufgabe legte er mit der Rede over het maar al te zeer verwaarloozen eener stelselmatige methode van behandeling en onderzoek bij de wiskundigen, die het ijverigst hunne wetenschap volmaken en er de grenzen meest van uitbreiden nieder. Geschwächt durch eine Brustkrankheit verstarb er im Alter von 60 Jahren.
Verdam war 1858 Ritter des Ordens vom Niederländischen Löwen geworden, 1866 Mitglied der Holländischen Gesellschaft der Wissenschaften in Haarlem, Mitglied der Gesellschaft der experimentellen Philosophie in Rotterdam, 1866 Mitglied der provinziellen Utrechtschen Gesellschaft der Künste und Wissenschaften, korrespondierendes Mitglied der naturkundlichen Vereinigung in Niederländisch-Indien, ausländisches Mitglied der Königlich böhmischen Gesellschaft der Wissenschaften in Prag, 1833 Mitglied des Instituts, sowie 1851 Mitglied der Nachfolgeinstitution der Königlich Niederländischen Akademie der Wissenschaften in Amsterdam und 1853 außerordentliches Mitglied der Königlich wissenschaftlichen Gesellschaft (KWG).
Verdam heiratete am 18. Juli 1833 in Leiden Johanna Frederika Jacoba Hagen (* 22. September 1806 in Alkmaar; † 30. Oktober 1871 in Den Haag), die Tochter von Jacob Hagen und Elisabeth Johanna Droeze. Aus der Ehe stammen drei Kinder. Zwei Söhne starben jung. Seine einzige Tochter Pauline Adriana Verdam (* 24. Mai 1837 in Den Haag; † 28. März 1867 in Jakarta) verheiratete sich am 13. August 1857 in Leiden mit dem Leiter des geographischen Dienstes in Niederländisch-Ostindien, Jean Abraham Chrétien Oudemans. Von den Söhnen kennt man Willem Adrianus Verdam (* 7. Februar 1842 in Leiden; † 27. September 1861 in Jakarta) als 2. Leutnant der Artillerie.

## Werke (Auswahl)
Neben einigen Fachaufsätzen in den wissenschaftlichen Zeitschriften und Journalen seiner Zeit stammen aus seiner Feder auch eigenständig erschienene Werke.
- De superficierum regularium angulis et soliditate. Groningen 1823
- Data duorum locorum differentia latitudinis et linea loxodromica, invenire differentiam longitudinis eorundem. Gent 1823, (Online)
- De Theoria maximis et minimis explicetur et variis exemplis. Leiden 1824 (Online)
- De vi qua corpus e Luna sit projiciendum in tellurem. Leiden 1825
- Diss. phil. in qua ratione mathematica et physica quaeruur de mensura, constructione et munitione aggerum terrarum ad lacus, fluvios et mare ab aquis humioribus arcenda. Leiden 1825 (Online)
- Over de gronden der toegepaste werktuigkunde. 1829–1837, 4. Bde.; ins deutsche übersetzt durch Christian Heinrich Schmidt Weimar 1834–1838 4. Bde., 2. Aufl. 1848
- Summarium der Geometrie en der regtlijnige Trigonometrie. Leiden 1844, 1850, 1858
- Summarium der Sphaerische Trigonometrie. Leiden. 1844.
- Handleiding tot de kennis van eenige gronden en beschouwingen, noodig tot verstand der toepassingen van de Sphaerische Trigonometrie op de mathematische Geographie en op de Sphaerische Astronomie. Leiden. 1844, 1856
- Summarium der beginselen, beschouwingen en voorschriften ontleend aan de redeneerkunde en welker kennis noodzakelijk is voor het verstand en het gebruik der wiskundige methode. Leiden. 1848, 1850 (Online), 1857
- J. de Gelder, Beginselen der differentiaal-Integraal en variatierekening. Den Haag 1856
- Verhandeling over de methode der kleinste quadraten. Groningen 1850, 1852
- Oratio Rectoralis de recta pertractandi et veri investigandi ratione systematica mathematicis neglecta, diligentissimo studio disciplinas mathematicas perficientibus earumque ambitus anplificantibus. Leiden 1853, (Online)
- Handboek der Sphaerische Trigonometrie. Leiden. 1866.